# Mataruge (Pljevlja)
Pour les articles homonymes, voir Mataruge.
Mataruge (en serbe cyrillique : Матаруге) est un village du nord du Monténégro, dans la municipalité de Pljevlja.

## Démographie

### Évolution historique de la population
| 1948 | 1953 | 1961 | 1971 | 1981 | 1991 | 2003 |
| ---- | ---- | ---- | ---- | ---- | ---- | ---- |
| 665  | 775  | 878  | 818  | 548  | 386  | 256  |